# Clásica de Mascate
La Clásica de Mascate (oficialmente: Muscat Classic)  es una carrera de un día profesional de ciclismo en ruta que se disputa en la ciudad de Mascate, Omán, desde el año 2023.
Desde su creación, la prueba forma parte del UCI Asia Tour dentro de la categoría 1.1 y sirve como antesala del Tour de Omán.

## Palmarés
| Año  | Ganador           | Segundo         | Tercero         |
| ---- | ----------------- | --------------- | --------------- |
| 2023 | Jenthe Biermans   | Jordi Warlop    | Andrea Vendrame |
| 2024 | Finn Fisher-Black | Luke Lamperti   | Amaury Capiot   |
| 2025 | Rick Pluimers     | Jenthe Biermans | Henok Mulubrhan |

## Palmarés por países
| País          | Victorias |
| ------------- | --------- |
| Bélgica       | 1         |
| Nueva Zelanda | 1         |
| Países Bajos  | 1         |